# جوناثان سبينس
جوناثان سبينس (بالإنجليزية: Jonathan Spence)‏ هو مؤرخ أمريكي، ولد في 11 أغسطس 1936 في سري في المملكة المتحدة.

## وصلات خارجية
- جوناثان سبينس على موقع ميوزك برينز (الإنجليزية)
- جوناثان سبينس على موقع إن إن دي بي (الإنجليزية)